# Gonomyia (Leiponeura) basicuspis
Gonomyia (Leiponeura) basicuspis is een tweevleugelige uit de familie steltmuggen (Limoniidae). De soort komt voor in het Australaziatisch gebied.